# Anomala deltoides
Anomala deltoides är en skalbaggsart som beskrevs av Lin 1999. Anomala deltoides ingår i släktet Anomala och familjen Rutelidae. Inga underarter finns listade i Catalogue of Life.